# Улица Филиппа Орлика (Киев)
У́лица Фили́ппа О́рлика (укр. ву́лиця Пили́па О́рлика) — улица в Печерском районе города Киева, местность Липки. Пролегает от Шелковичной улицы до конца застройки (фактически над Кловским спуском).
Примыкают улицы Липская, Академика Богомольца, переулки Виноградный и Костя Гордиенко.

## История
Улица известна с 1830-х годов под названием Гимназическая — от 1-й мужской гимназии, которая располагалась на этой улице в Кловском дворце. В 1840-е годы имела название Виноградная (поскольку проходила через бывший Виноградный сад). С 1869 года — Елисаветская, в честь императрицы Елизаветы. В 1920—30-е годы  носила имя И. В. Михайличенко. С 1938 года — улица Чекистов, в честь Киевской Чрезвычайной комиссии, которая находилась на этой улице в первые годы советской власти. Современное название в честь гетмана Филиппа Орлика — с 1993 года.

## Застройка
Впервые улица Филиппа Орлика появилась на планах в 1787 году, как часть классицистической прямоугольной сети кварталов в районе Липок. Однако реальная застройка улицы начала осуществляться лишь в 1830-х годах. Композиционным центром улицы стал Кловский дворец (№ 8), возведённый в середине XVIII века в глубине участка в окружении декоративного парка. В XIX — нач. XX века улица была застроена преимущественно особняками.
Здание № 3 возведено в 1911 году в стиле неоклассицизм, архитектором И. Беляевым по заказу инженера и гражданского деятеля В. Демченко. В декорировании фасада выделяются рельефные кариатиды. Также из старинной застройки остались доходные дома № 4 (1908, ренессанс) и № 12, здание городского начального училища (сейчас — ул. Липская, 18/5).
В 1930—1950 годах застройку улицы дополнили жилые дома: № 7 (ЖБК «Полиграфист», 1930 год), № 14/7 — здание работников НКВД (1934—1935 годы, архитектор Г. Любченко), № 6 и № 10 (оба возведены в 1932 году). Интересным примером конструктивизма является здание № 13, сооружённое в 1936 году архитектором Е. Кодниром.

### Особняк Ковалевского
Здание сооружено в 1911—1913 годах архитектором Павлом Алёшиным для помещика Николая Викторовича Ковалевского. Главная особенность здания — стилизация под романский стиль, из-за чего особняк иногда называют «арабским домом».
В 1918 году тут проживал государственный деятель, предприниматель, глава Всероссийского общества сахарозаводчиков А. Бобринский. В 1944—1992 году в особняке располагалось Министерство иностранных дел УССР.

### Кловский дворец
Возведён в 1756 году по проекту архитекторов Г. И. Шеделя и П. И. Неёлова, Кловский дворец строился для размещения представителей царской семьи, которые посещали Киев, но для этой цели никогда не использовалось. Сначала в нём располагалась типография Киево-Печерской лавры, потом долгое время тут находился военный госпитель, в 1811—1856 годах — Первая мужская гимназия, до 1917 года — женское духовное училище. Во время гражданской войны дворец был разрушен и в 1930 году восстановлен. С 1982 года в нём располагался Музей истории Киева, с 2003 года — Верховный суд Украины.

## Выдающиеся личности, связанные с улицей Филиппа Орлика
В Первой мужской гимназии (№ 8) преподавали известные учёные М. Берлинский и М. Костомаров, учились экономист М. Бунге, художник М. Ге, историк и этнограф Н. Закревский, историк литературы Н. Стороженко и другие.
Жилой дом № 4, возведённый на участке, который в начале XIX ст. принадлежал историку и педагогу М. Берлинскому (здание, в котором он проживал, не сохранилось). В доходном доме проживала семья Бубновых, в частности Н. Бубнов, декан историко-филологического факультета Киевского университета. В здании № 3 проживал инженер В. Демченко, известный как глава «мостовой» комиссии Киевской городской думы, благодаря деятельности которого в городе появились первые в Российской империи мозаичные брусчатки. В сентябре 1913 года в его особняке останавливался М. Родзянко, глава IV Государственной думы.

## Важные учреждения

Кловский дворец, резиденция Верховного суда Украины, ул. Филиппа Орлика, 8. (январь 2011 года)

- Академия правовых наук Украины (дом № 3)
- Верховный Суд Украины (дом № 8)
- Музыкальная школа № 28 (дом № 13)
- Дом физкультуры и спорта «Динамо» (дом № 15)
- Центральная поликлиника МВД Украины (дома № 12 и № 18)